# Hieracium tunguskanum
Hieracium tunguskanum là một loài thực vật có hoa trong họ Cúc. Loài này được Ganesch. & Zahn mô tả khoa học đầu tiên năm 1912.